# Песня о блохе
«Песня о блохе» ― песня с фортепианным сопровождением, написанная русским композитором Модестом Мусоргским в 1879 году на слова из русского перевода «Фауста» Иоганна Вольфганга фон Гёте. Одно из последних законченных произведений композитора. Песня посвящена певице Д. М. Леоновой, обладавшей голосом низкой тесситуры (контральто). С начала XX века исполняется, как правило, басом или баритоном (бас-баритон).

## Обзор
В 1879 году Мусоргский уволился с государственной службы и с августа по ноябрь сопровождал певицу Дарью Леонову на гастролях по городам юга России в качестве аккомпаниатора. В целом это был довольно тяжёлый период в жизни композитора, что было вызвано безденежьем, отсутствием собственного жилья и проблемами с алкоголизмом. На него произвело большое впечатление пение Леоновой, обладавшей прекрасным контральто (которым восхищались в своё время ещё М. И. Глинка и А. С. Даргомыжский), и он написал «Песню Мефистофеля в погребке Ауэрбаха» (более известную под названием «Песня о блохе») во время этой поездки или вскоре после своего возвращения в Санкт-Петербург. Академическое издание 1931 года было выполнено по копии с рукописи Мусоргского, переписанной рукой В. В. Стасова. Сам композитор указывал в своей «Автобиографической записке» (1880), подготовленной им для первого издания «Музыкального словаря Римана» (1882), об обстоятельствах создания этого произведения следующее: «В 1879 году знаменитая драматическая русская певица Леонова пригласила Мусоргского предпринять большое артистическое путешествие по России в Малороссию, Крым и по Дону и Волге. Поездка эта в продолжение трёх месяцев была настоящим триумфальным шествием двух крупных русских артистов: талантливого композитора и известной певицы. На пути автор задумал передать в музыке стихотворение Гёте „Песнь Мефистофеля в погребке Ауэрбаха о блохе“».
Маловероятно, что Мусоргский не был знаком с песней «Из Фауста Гёте» (нем. Aus Goethes Faust, op. 75 № 3; 1810) Бетховена и номером из драматической легенды «Осуждение Фауста» Берлиоза (фр. Chanson de Méphistophelès: Une puce gentille) на тот же текст. Поэтому высказывалось предположение, что русский композитор подразумевал, что именно русские музыканты до него не обращались к этим стихам.
По мнению современного биографа Мусоргского Сергея Федякина, «в этой песне всё было настолько свежо и необычно, что он и вправду был первый». Композитор посвятил песню Леоновой. Неизвестно, когда это произведение впервые прозвучало на публичном концерте. Известно, что в конце 1879 года, уже находясь в Петербурге, композитор начал исполнять свою песню с Леоновой в различных концертах и что Леонова исполняла её на своих выступлениях в апреле и мае 1880 года. По воспоминаниям современника Мусоргского, профессора Ленинградской консерватории Н. С. Лаврова, который слышал эту песню в исполнении автора в Петербургском музыкально-драматическом кружке любителей, «Песнь о блохе» произвела в кружке сенсацию и взрыв аплодисментов:
Здесь особенно ярко сказалась способность Мусоргского к картинности сопровождения, временами просто казалось, что слышишь, как скачет блоха. Арпеджио в средине романса звучали изумительно, в них было положительно что-то рубинштейновское. Такого исполнения арпеджио … [мне] не пришлось слышать ни прежде, ни после: при страшном fortissimo рояля голос Леоновой не был заглушаем ни на одну секунду, и было слышно каждое слово романса.
Несколько позже песня «перекочевала» из женского певческого репертуара в мужской. Начало этому положил сам композитор, который обладал неплохим баритоном (без верхних нот). По свидетельству Н. А. Римского-Корсакова, «он был прекрасный пианист и отличный певец (правда, уже спавший в то время с голоса)». По воспоминаниям А. А. Врубель (1855—1929; сестра художника М. А. Врубеля), Мусоргский исполнял эту песню с «демонической силой» даже «ещё лучше Шаляпина».
Партитура «Песни о блохе» была опубликована спустя 2 года после смерти Мусоргского в 1883 году в редакции Николая Римского-Корсакова. 28 ноября [11 декабря] 1909 года ― спустя год после кончины Римского-Корсакова ― песня впервые исполнялась в аранжировке Игоря Стравинского (1882―1971) для голоса (баса) и оркестра, пел великий русский певец, бас Фёдор Шаляпин. В концерте «Гёте в музыке», состоявшемся в петербургском зале Дворянского собрания, также прозвучала оркестровая версия Стравинского «Песни о блохе» Людвига ван Бетховена. Максим Горький оставил яркое свидетельство о том, какое впечатление производила манера исполнения Шаляпина этой песни в образе Мефистофеля. По словам писателя, на сцене находился «огромный парень во фраке, перчатках, с грубым лицом и маленькими глазами», который некоторое время помолчал, и неожиданно улыбнулся «и — ей-богу — стал дьяволом во фраке», начав петь тихо, и, исполнив первый куплет, «до ужаса тихо захохотал». Потом, по-королевски властно, — крикнул портному: «Послушай, ты! Чурбан!», и снова засмеялся дьявольским смехом в реплике о кафтане блохи. После этого «с иронией, поражающей, как гром, как проклятие, он ужасающей силы» в полный голос заорал: «Король ей сан министра и с ним звезду даёт, за нею и другие пошли все блохи в ход». После чего негромко, убийственно и иронично Шаляпин произнёс: «И самой королеве и фрейлинам её от блох не стало мо-о-чи, не стало и житья». По словам Горького:
Когда он кончил петь, кончил этим смехом дьявола, — публика — театр был битком набит, — публика растерялась. С минуту — я не преувеличиваю! — все сидели молча и неподвижно, точно на них вылили что-то клейкое, густое, тяжёлое, что придавило их и задушило. Мещанские рожи побледнели, всем было страшно.
В советском музыковедении «жутковатая концовка» песни, в которой происходит внезапный обрыв — кульминация на слове «душить», — оценивалась чрезмерно идеологизированно, на этом основании критики приписывали композитору «обличительно-бунтарские» позиции. По мнению современных биографов Мусоргского, такую трактовку следует рассматривать как необъективную, при том что в целом «ироническое отношение к государственному строю, к императорскому двору» было характерным для кучкистов и, возможно, послужило одним из стимулов к написанию песни.
Позднее эту песню Шаляпин споёт во время отдыха на о. Капри (Италия) — здесь в 1914—1915 годах он встречался с И. А. Буниным.

## Рецепция
Исполнение песни Шаляпиным было введено в Зал славы «Грэмми» в 1999 году.

## Текст песни
Текст песни был взят из русского перевода Александра Струговщикова (1808―1878) «Песни Мефистофеля в погребке Ауербаха» в первой части «Фауста» Иоганна Вольфганга фон Гёте.
| --- Жил, был король когда-то. При нём блоха жила. Блоха! Блоха! Милей родного брата Она ему была. Блоха, ха, ха, ха, ха, ха. Блоха. Ха, ха, ха, ха, ха. Блоха! --- Зовёт король портного. — Послушай, ты, чурбан, Для друга дорогого Сшей бархатный кафтан! Блохе кафтан? Ха, ха, ха, ха, ха, ха. Блохе? Ха, ха, ха, ха, ха. Кафтан! Ха, ха, ха, ха, ха. Ха, ха, ха, ха, ха. Блохе кафтан? --- Вот в золото и бархат блоха наряжена, И полная свобода ей при дворе дана. При дворе хе-хе-хе-хе-хе блохе ха-ха-ха, Ха-ха-ха-ха-ха-ха-блохе. --- Король ей сан министра и с ним звезду даёт, И с нею и другие пошли все блохи в ход а-ха. И самой Королеве и фрейлинам ея От блох не стало мочи, не стало и житья ха-ха. --- И тронуть-то боятся, не то чтобы их бить, А мы, кто стал кусаться, тотчас давай душить. Ха-ха-ха-ха-ха ха-ха-ха, Ха-ха-ха-ха-ха ха-ха-ха-ха, А а-ха-ха ха-ха. |